# Gliese 876 d
Gliese 876 d е екзопланета в системата на звездата Gliese 876, отдалечена на 15,3 светлинни години (4,72 парсека) от Слънчевата система. Към момента на нейното откриване, тя е планетата с най-малка маса от всички известни планети извън Слънчевата система, с изключение на обикалящите пулсара PSR B1257+12.
Gliese 876 d е третата открита планета, открита в системата на червеното джудже Gliese 876. Откриването е оповестено на 13 юни 2005 г., от екип, под ръководството на Еуженио Ривера. Изчислено е, че има приблизително 7,5 пъти по-голяма маса от Земята.